# Mops bivittatus
Mops bivittatus is een zoogdier uit de familie van de bulvleermuizen (Molossidae). De wetenschappelijke naam van de soort werd voor het eerst geldig gepubliceerd door Theodor von Heuglin in 1861.